# Viburnum cinnamomifolium
Viburnum cinnamomifolium är en desmeknoppsväxtart som beskrevs av Alfred Rehder. Viburnum cinnamomifolium ingår i släktet olvonsläktet, och familjen desmeknoppsväxter. Inga underarter finns listade i Catalogue of Life.

## Bildgalleri

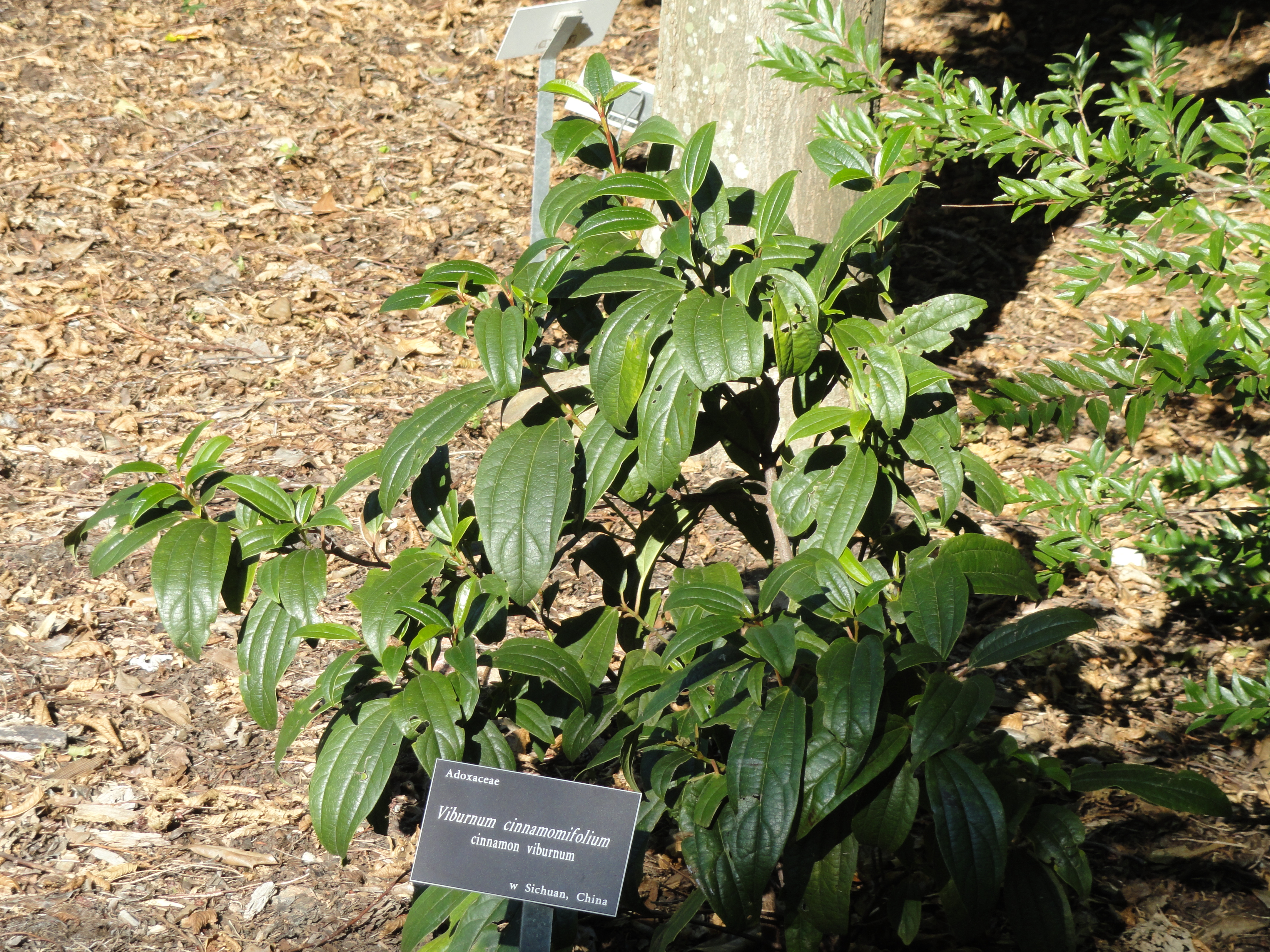
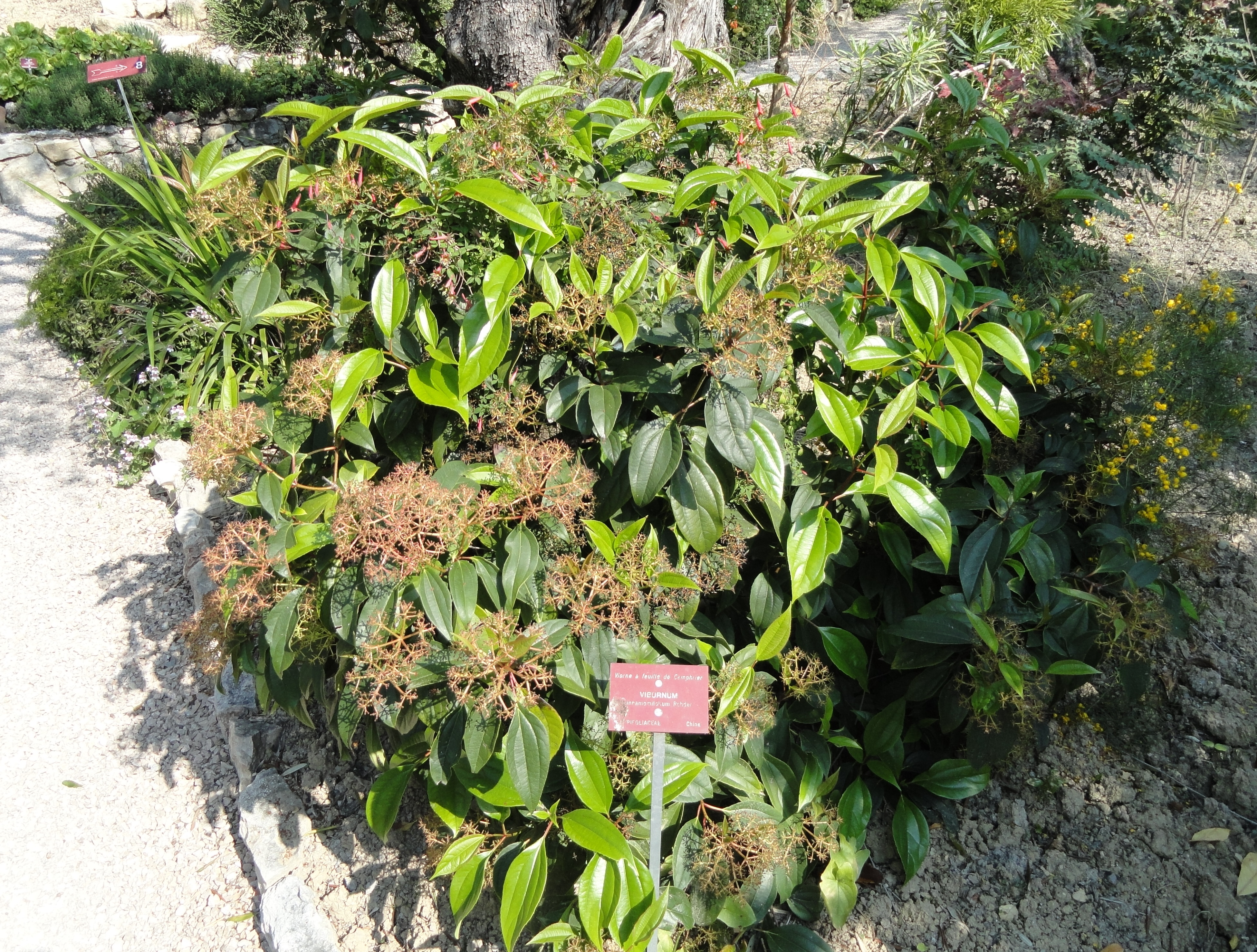